# Polistena
Polistena – miejscowość i gmina we Włoszech, w regionie Kalabria, w prowincji Reggio Calabria.
Według danych na rok 2004 gminę zamieszkiwały 11 634 osoby, 1057,6 os./km².